# 春休みの恋人
『春休みの恋人』（はるやすみのこいびと）は、2011年3月1日から3月31日までスマートフォンアプリ「FINDOGA」を介して、デイリードラマとして連日配信された配信ドラマ作品。

## 概要
「春休みの恋人」は、加藤慶祐、井上正大主演で2009年に配信された「夏休みの恋人～フィルムの中の彼と彼～」の続編である（ストーリー上の関連は無い）。 前作同様主人公はこのドラマを見ている視聴者「あなた」という設定の主観ドラマであり、主人公は一切画面に出て来ず、台詞も発しない。カメラが主人公の目線となり、視聴者がドラマに参加しているような感覚を生み出す。
今回はスマートフォンアプリ「FINDOGA」での配信、フジテレビのソーシャルネットワークサービス「イマつぶ」との連携など、技術的にも新しい試みがなされた。フジテレビ On Demandでも同時に配信され、さらに2011年3月14日よりフジテレビONE、フジテレビTWOにおいても放送された。

## ストーリー
卒業を間近に控えた高校三年生の「あなた」は、雑誌の読者モデルをする遊帆（加藤慶祐）、獣医志望の剛（井上正大）らクラスメイトともにと卒業式の恒例行事「卒うたコンテスト」に参加することに。このイベントが終わってしまえばみんな離ればなれになってしまう。ホワイトデーや卒業旅行を経て、主人公の恋心が二人の間で揺れ始める。

## 出演
- 宮坂遊帆：加藤慶祐
- 湯浅剛：井上正大
- 倉持紅緒（モチ子）：高垣彩陽
- 勅使河原はじめ：飯田隆裕
- 和田先生：和田成正
- 澤部若菜：野波麻帆

## 主題歌
- 高垣彩陽「たからもの」(ミュージックレイン)　作詞：mavie　作曲・編曲：末光篤

## スタッフ
- 製作：大多亮（フジテレビ）
- 企画：森谷雄（アットムービー）
- 脚本：北川亜矢子
- 監督：石井かほり
- プロデュース：右近照久（フジテレビ）　高橋雄三（アットムービー）
- ラインプロデューサー：須永裕之
- 撮影：下川尚子
- 録音：林昭一
- 美術：森公美
- スタイリスト：松本紗矢子
- メイク：中野美加
- 編集：箕輪広二
- タイトル・CG：本田貴雄
- スチール：星野麻美
- メイキング：高橋悠
- 車輌：松尾大輔
- 助監督：武居正能
- 制作担当：今西健太
- アシスタントプロデューサー：森本友恵恵
- 協力：マガジンハウス
- 衣裳協力：
- 制作協力：アットムービー
- 製作・著作：フジテレビ